# Šaca

Plaatsbepaling van het stadsdeel Šaca binnen de stad Košice.

Šaca (Hongaars: Saca) is een stadsdeel van Košice. Het is landelijk gelegen en maakt deel uit van het district Košice II. 

## Topografie
Šaca ligt in het Košice-bekken op een hoogte van 244 meter boven de zeespiegel. De afstand ten opzichte van het stadscentrum Staré Mesto bedraagt 15 kilometer. De gemeente ligt aan de zuidwestelijke grens van het stadsdeel Poľov en is de meest zuidelijke deelgemeente van Košice.
Šaca heeft een oppervlakte van 41,2 km²  en is gelegen nabij de spoorlijn Košice-Rožňava : vlak bij de internationale weg nummer 16 (E58 en E571) (Košice-Rožňava).

### Wijken
Wijken die deel uitmaken van Šaca :
- Šaca,
- Ľudvíkov Dvor,
- Počkaj,
- U. S. Steel Ingangscomplex.

### Straten
De volgende straten liggen geheel of gedeeltelijk op het grondgebied van Šaca :
Bočiarska, Borovicová, Budovateľská, Buzinská, Cesta do Hanisky, Čeriacka, Dúbravská, Jabloňová, Jarková, Kamenná, Kaštieľna, Ku mlynu, Kvetná, Ľudvíkov Dvor, Lúčna, Maloidanská, Mierová, Mládežnícka, Na záhumní, Námestie oceliarov, Nemessányiho, Pod stavencom, Ranná, Smreková, Šemšianska, Učňovská, Železiarenská.

### Waterlopen
Via de noordelijke grens met de gemeente " Mála Ida " stroomt de rivier " Ida " het stadsdeel Šaca binnen.

## Geschiedenis

### Het "oude" Šaca

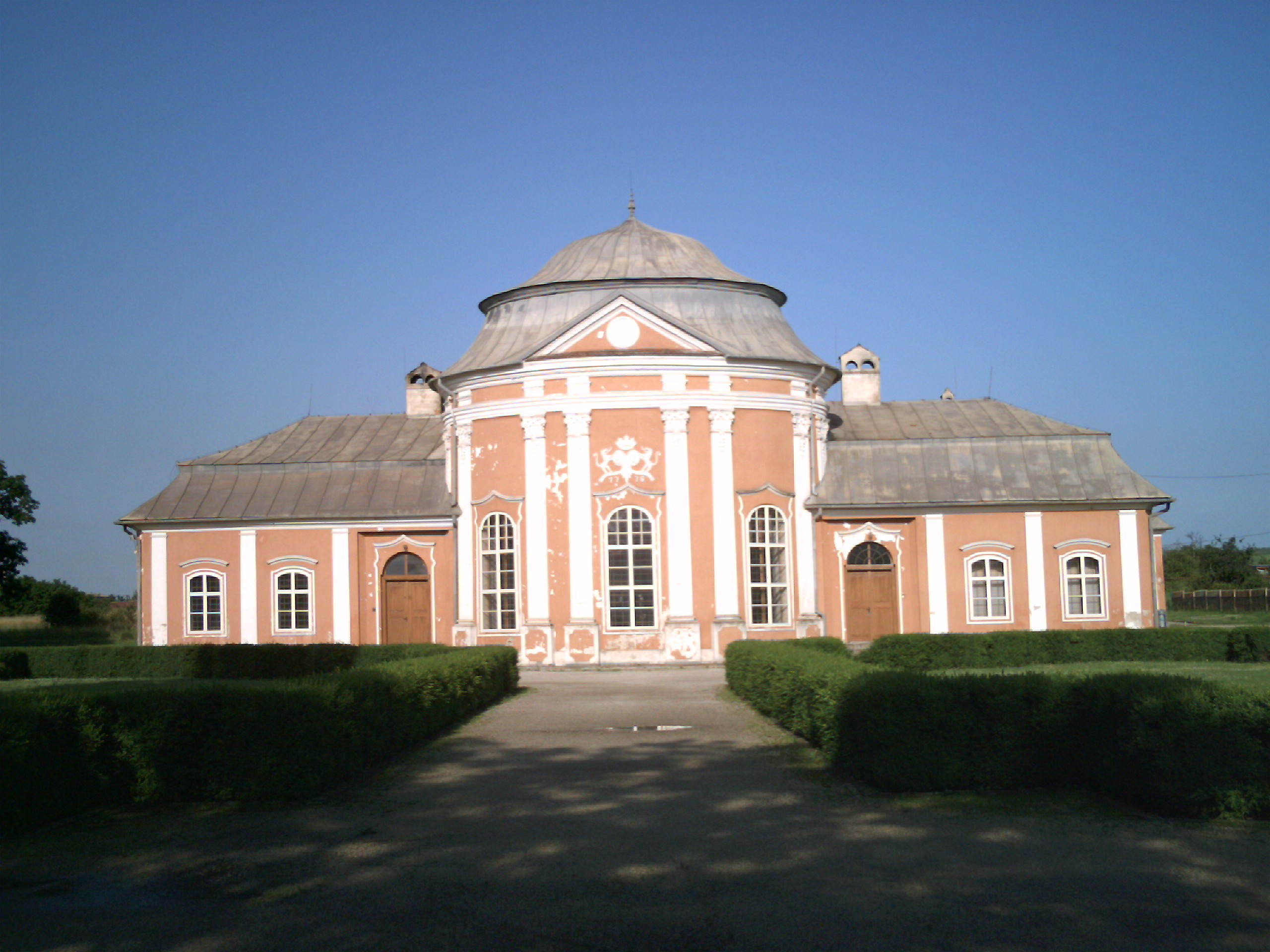
Kasteel Semseyov in de Šemšianská-straat.

De eerste schriftelijke vermelding van Šac dateert uit 1275, maar de kerk voor de inwoners van de wijde omgeving werd ongeveer een halve eeuw voordien gebouwd, in de loop van de eerste drie decennia van de 13e eeuw.
Vanaf 1427 was Šaca eigendom van de familie Semsey, die hier een burcht bouwde. Op initiatief van koning Matthias Corvinus werd dit slot echter verwoest door de overheid van Košice, opdat het niet in handen zou vallen van de oproerige Hussieten.
Sedert de middeleeuwen waren er in Šaca watermolens die aangedreven worden door het water van de beek. Zij bleven in gebruik tot 1950.
Op het einde van de 18e eeuw schreef András Vályi (°1764 - † 1801) over het dorp: « SACZA. Gemengd dorp in het comitaat Abaúj-Torna, geleid door Landheer Semsey, wiens woonplaats is versierd. Deze ligt ongeveer anderhalve kilometer van Kassa. ».
In zijn geografische woordenboek, gepubliceerd in 1851, schreef Fényes Elek (° 1807 - † 1876) over het dorp: « Katholieke parochiekerk. Plaats versierd door Landheer Semsey Lajos. Smaakvol kasteel met prachtige Engelse tuin en een serre. Er is ook een groentetuin, een ziekenhuis, 2 driewielige molens en vele mooie boerderijgebouwen. Er worden schapen gefokt. ».
Volgens Samov Borovszky's (° 1860 - † 1912) monografieën over het graafschap Abaúj-Torna: « Sacza is een dorp met 75 huizen en 532 Hongaren. Het postkantoor is in Buzinka. Ooit verrees boven het dorp een kasteel dat in de 15e eeuw werd gebouwd. Het werd afgebroken opdat de Hussieten ervan niet zouden profiteren. De katholieke kerk dateert van vóór de Reformatie. Ze was enige tijd in het bezit van de protestanten en werd in 1738 door de katholieken heroverd. De familie Semsey heeft hier een groot oud kasteel. András Semsey's kamer werd gerestaureerd in 1779. » 

### Buzinka

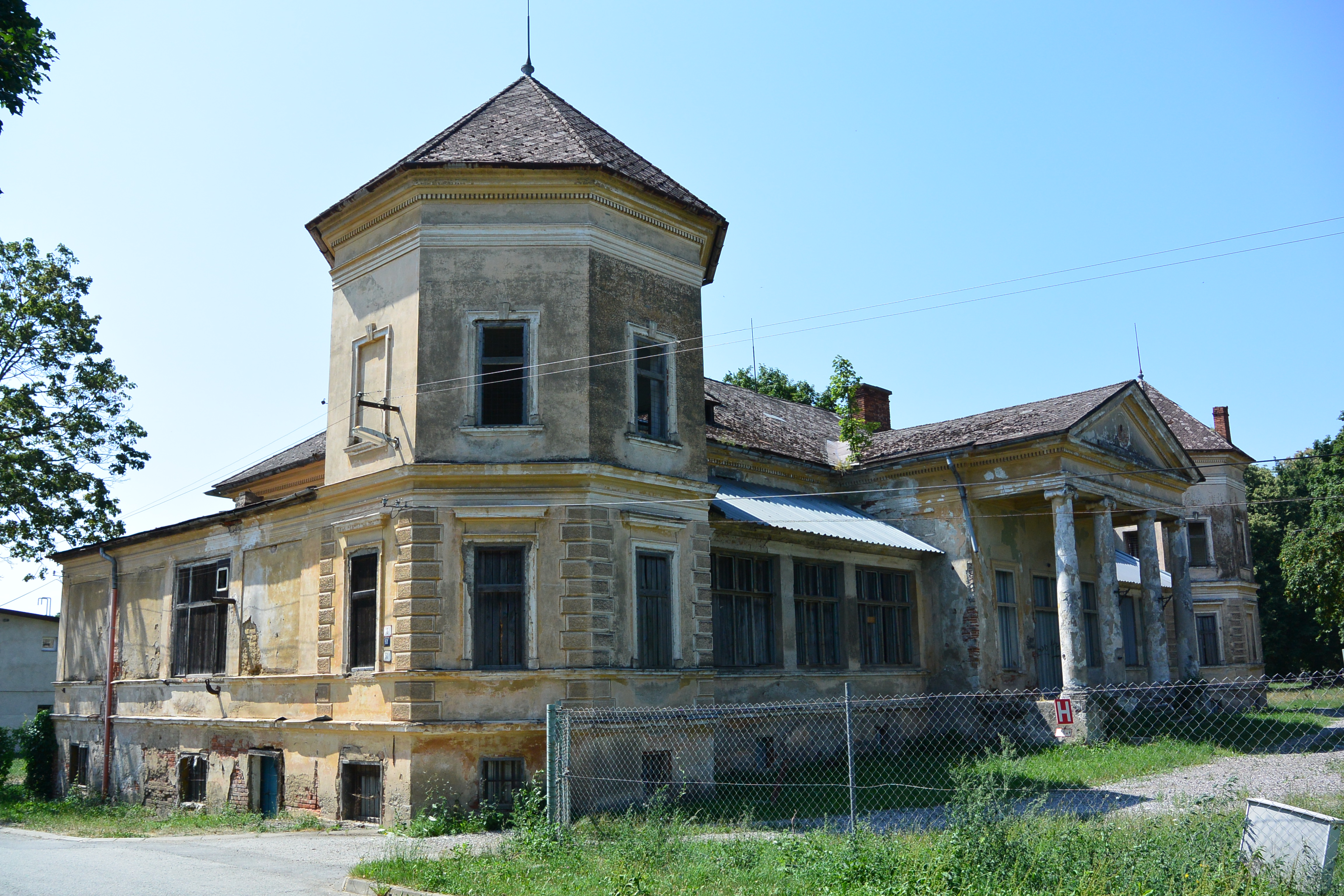
Kasteel "Buzinka" (Beschermd monument).

Het dorp Buzinka behoorde toe aan de families Dobay en Bozinkay. 
Volgens András Vályi: « BUZINKA. Dorp in het Hongaarse comitaat Abaúj-Torna. Eigendom van de Heren van Kende, bewoond door katholieken en gereformeerden. Het grensgebied is vruchtbaar, het weiland is smal, een derde ervan is schraal, en het hout wordt verkocht voor de bouw. Maar aangezien de goederen verschillen en er geen kalk is in Kassa, is dit eersteklas. » .
Volgens Samov Borovszky''s (° 1860 - † 1912) monografieën over het graafschap Abaúj-Torna: « We komen in het zuiden van de Kanyapta-vallei en houden Kassa aan, op de landweg van Čečejovce. We bereiken het dorp Buzinka naast de Ida-stroom, waar 445 Hongaren wonen in 44 huizen. Er is een post- en telegraafkantoor. Hier staat het comfortabele en sfeervolle kasteel van graaf Ernő Zichy, begin deze eeuw gebouwd door de landeigenaar Grach en herbouwd door de huidige eigenaar. Ook het interieur is smaakvol. De muren van de eetkamer zijn versierd met een prachtige set "Alt-Wien"-tafels voor 40 personen. Het park is uitgestrekt, rijk aan prachtige plantages, versierd met verscheidene kunstmatige grotten en een groot meer. De eigenaar heeft hier een groot en winstgevend melkveebedrijf. » 

### Het "nieuwe" Šaca
In een ver verleden waren er verscheidene dorpen in het gebied Šace, met name :
- Šaca,
- Buzinka,
- Kučik,
- Gergelyfalva.

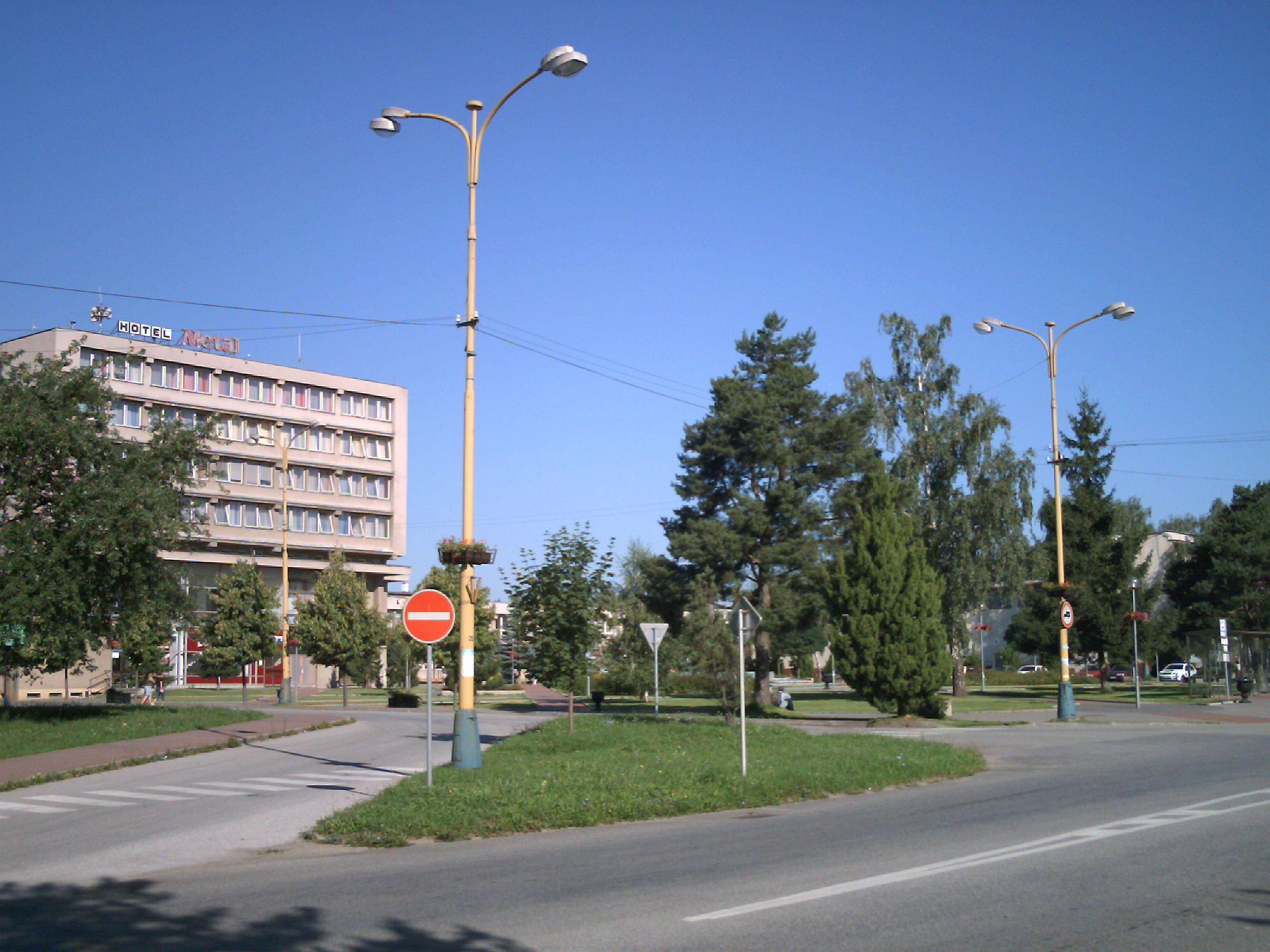
Šaca - Centrum.

De laatste twee zijn mettertijd uitgestorven. 
Anno 1943 werden de dorpen Šaca en Buzinka administratief samengevoegd en het alles omvattende geheel kreeg één naam : Šaca. 
In januari 1960 begon in dit "nieuwe" Šaca de constructie van de Oost-Slowaakse IJzerfabriek (Východoslovenské železiarne) (VSŽ Košice). De benodigde grondoppervlakte nam meer dan 800 hectaren in beslag. De eigenlijke productie in deze nieuwe fabriek kon pas vijf jaar later beginnen.
De overname door United States Steel Corporation op 24 november 2000 was een belangrijke mijlpaal in de geschiedenis van deze onderneming. Als gevolg van deze verkoop veranderde de fabriek haar naam in U. S. Steel Košice.
Vanuit het fabrieksterrein leidt een breedspoorweg naar Oezjhorod (Oekraïne) en verder naar de Sovjet-Unie voor het transport van ijzererts. 
In 1970 werd Šaca het tweeëntwintigste stadsdeel van Košice. 
In Šaca treft men anno 2021 een aantal belangrijke ziekenhuizen aan. 

## Evolutie van de naam

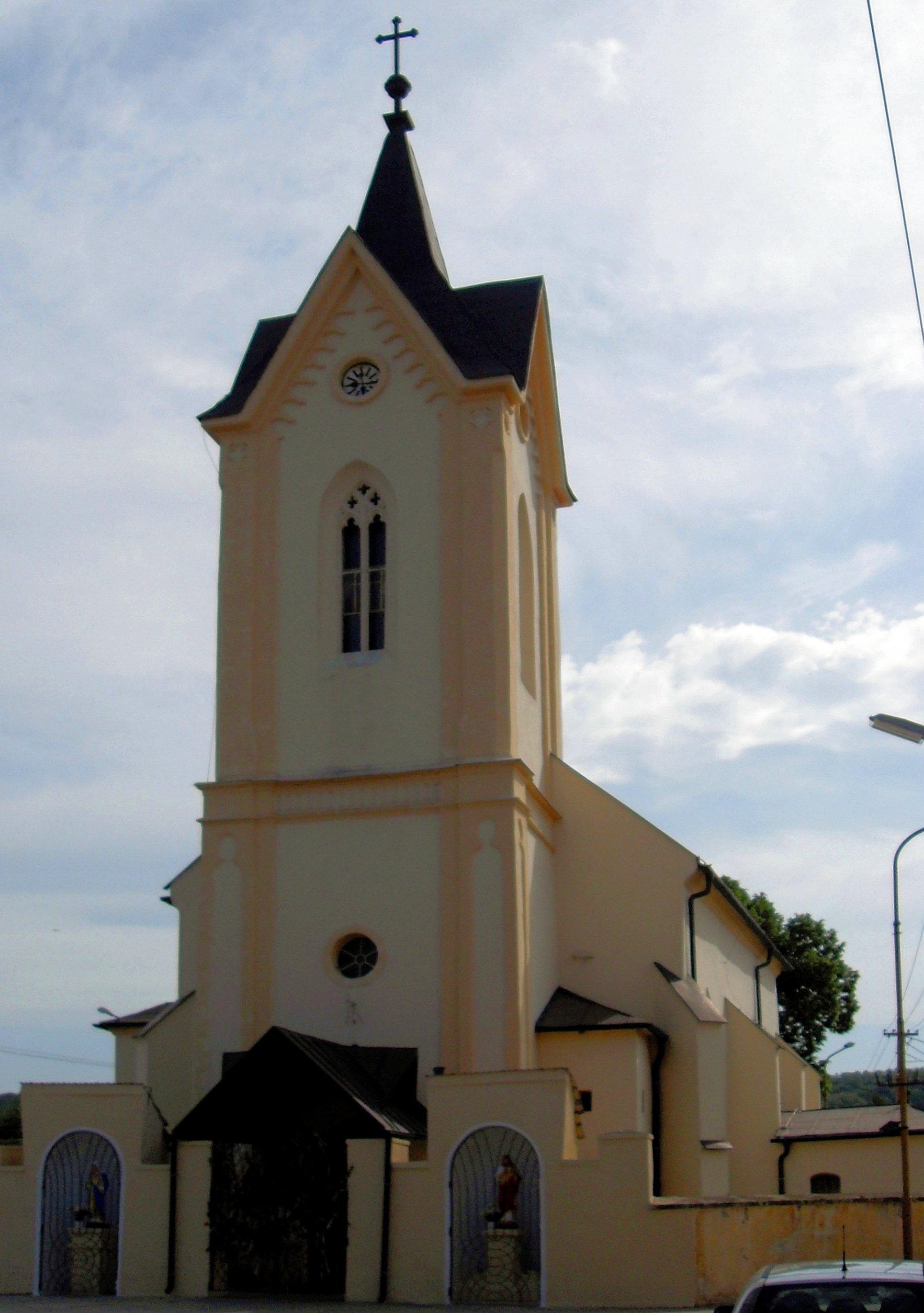
Rooms-Katholieke kerk van Maria-Tenhemelopneming in de Kvetná-straat 651.

- 1275: Ida (latijnse benaming)
- 1280: terra Eghazas Ida
- 1319: Saticha
- 1328: Zethyce
- 1344: Setyche
- 1379: Sathicha
- 1385: Sathicha
- 1409: Sethyche
- 1424: villa Saczcza
- 1427: Sechcha, Secha
- 1428: Sathcza
- 1469: Sacza
- 1514: Saccza
- 1553: Sacha
- 1786: Sacza
- 1808: Ssáca, Sácza
- 1863: Saca
- 1903: Šaca, Sacza

## Bevolking

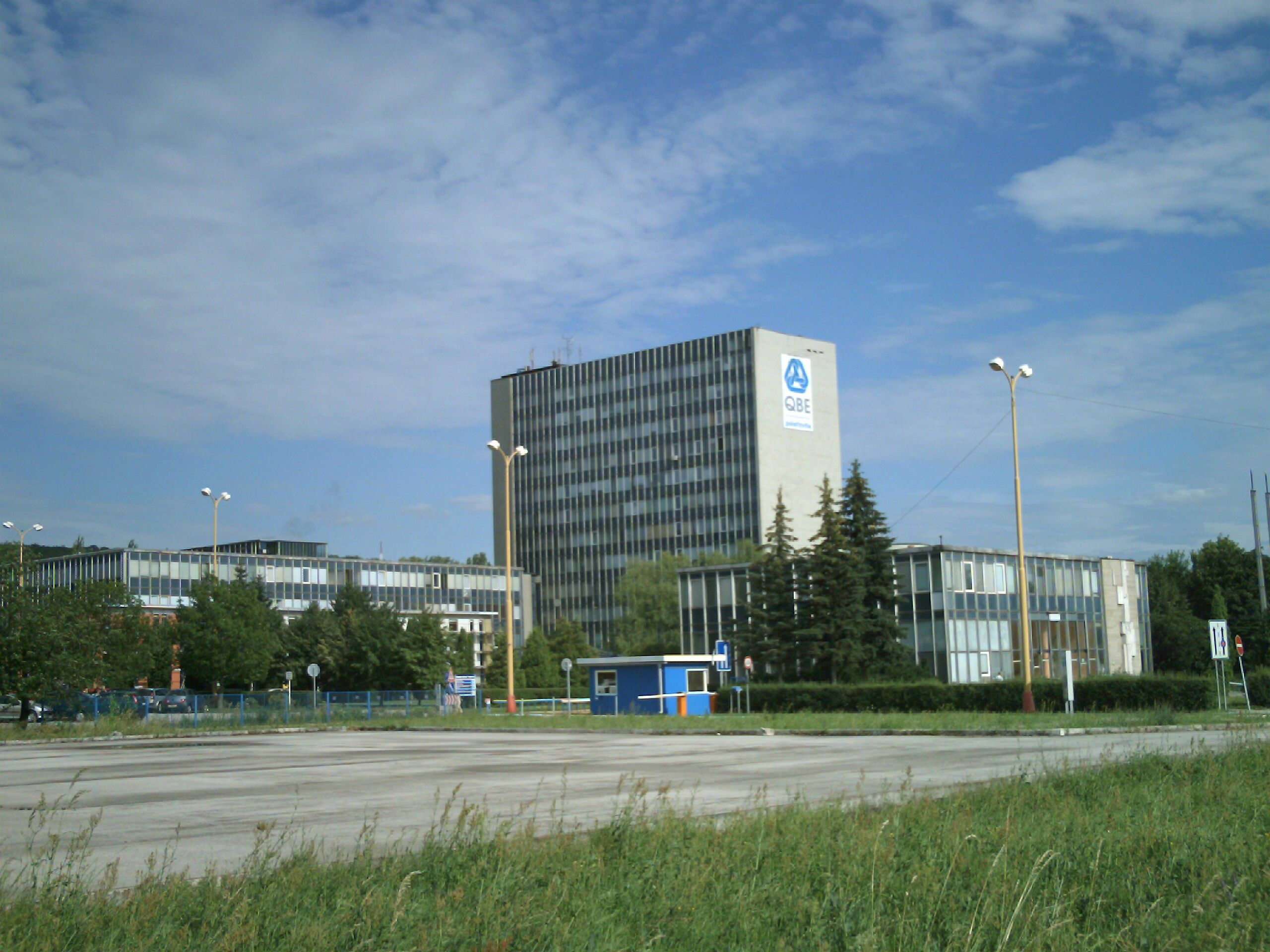
Šaca. Ziekenhuis (anno 2006).

Het aantal inwoners gaat in stijgende lijn.
| Jaar | Inwoners | Etnische groep |
| ---- | -------- | --- |
| 1910 | 571      | • Meerderheid: Hongaren                                                                                             |
| 2001 | 4.767    | • Slowaken : 4208 (88,27%) • Hongaren : 65 (1,36%) • Roma: 282 (5,92%) • Tsjechen: 17 (0,36%) • Andere: 195 (4,09%) |
| 2004 | 5.010    | |
| 2003 | 4.767    | |
| 2008 | 5.329    | |
| 2009 | 5.380    | |
| 2010 | 5.407    | |
| 2011 | 5.612    | • Slowaken : 4.121 (73%)                                                                                            |
| 2013 | 5.693    | |
| 2017 | 5.890    | |
| 2018 | 5.961    | |
| 2019 | 5.969    | |

In 2019 bedroeg de bevolkingsdichtheid 145 personen per km². 

## Cultuur
Openbare bibliotheek Ján Bocatia in het gebouw van het cultureel centrum aan de Železiarenská-straat.

## Bezienswaardigheden

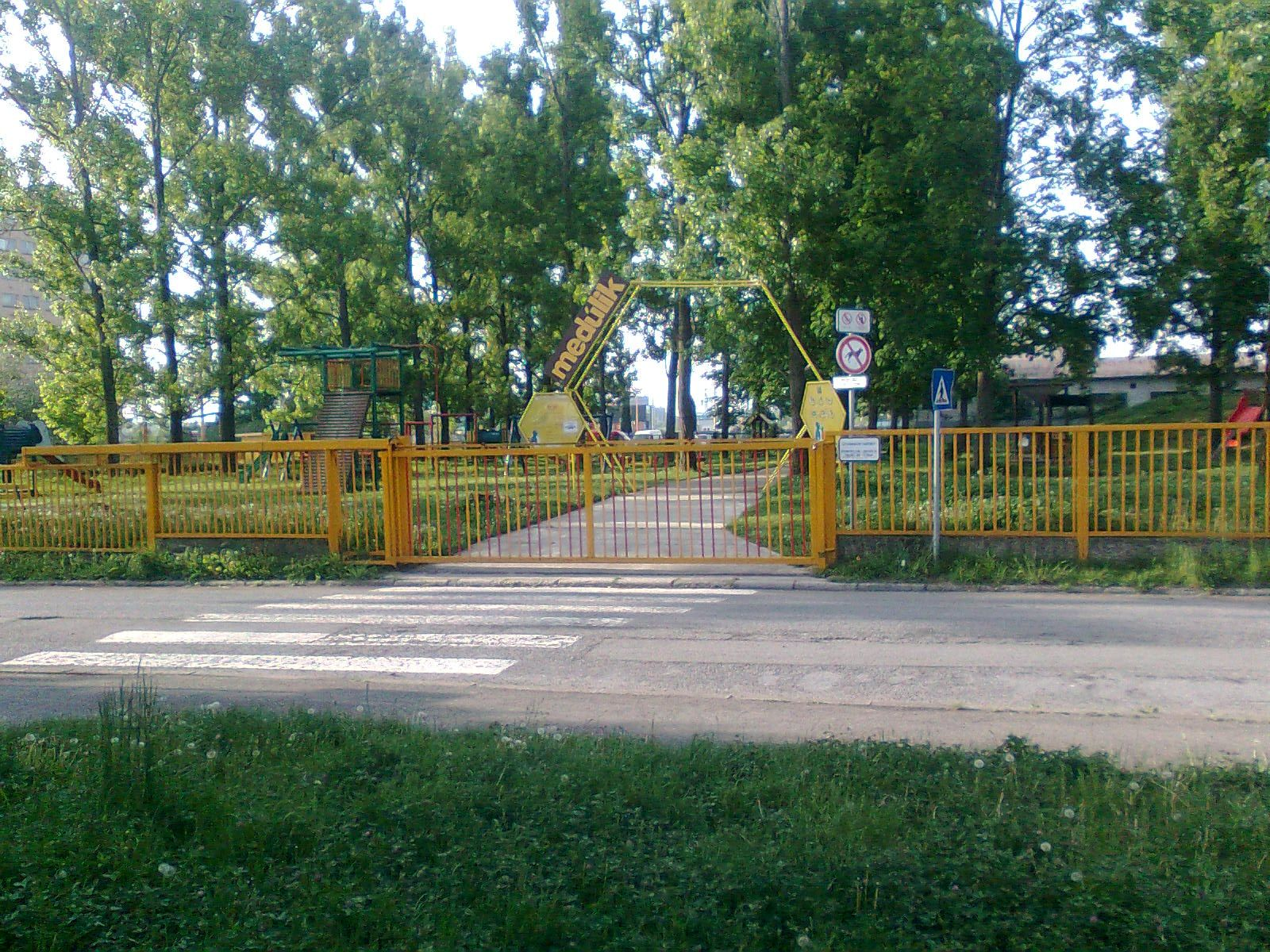
Park met kinderspeeltuin "Medúlik".

### Gebouwen
- Landhuis Buzinka in classicistische stijl.
- Rococo herenhuis van de familie Semsey (1776) [2].
- Rooms-katholieke kerk van Maria-Tenhemelopneming (14e eeuw) [2].
- IJzerfabriek "U. S. Steel Košice". Dit is het grootste metaalverwerkend bedrijf in Slowakije [3].
- Slavik's molen.

### Parken
- Park met een kinderspeeltuin genaamd Medúlik,
- Park nabij het classicistische landhuis van het Buzinka-domein,

## Openbaar vervoer

### Trein
Het station van Košice ligt op ongeveer 15 kilometer afstand. Daar zijn regelmatig verbindingen naar een grote verscheidenheid van bestemmingen, zowel naar binnen- als buitenland.

### Tram & autobus
Het Stedelijk Openbaar Vervoer verzekert transport tussen Šaca en het stadscentrum van Košice.